# 2014 UZ224
2014 UZ224 — транснептуновий об'єкт (ТНО), можлива карликова планета, яка обертається навколо Сонця в розсіяному диску. Станом на 10 жовтня 2016 р. перебував на відстані приблизно 91,6 а. о. від Сонця. Відстань поступово зменшуватиметься, поки ТНО не досягне перигелію — 38 а. о.; це станеться приблизно в 2142 р. Наразі ж 2014 UZ224 є третім за віддаленістю від Сонця тілом Сонячної системи — після Ериди (96,2 а о.) та V774104 (прибл. 103 а. о.).
Об'єкт 2014 UZ224 був відкритий за допомогою камери Dark Energy Camera (DECam).